# Ashikaga Yoshiakira
Ashikaga Yoshiakira (japanska 足利 義詮) född den 4 juli 1330, död den 28 december 1367, var den andre shogunen av Ashikaga-shogunatet. Han härstammade från Minamoto-ätten  och var son till shogunatets grundare Ashikaga Takauji. Han efterträdde fadern vid dennes död 1358 och var shogun fram till 1367.

## Uppväxt
Sin barndom tillbringade Yoshiakira i Kamakura som gisslan hos Hōjō-klanen som hade makten i Kamakurashogunatet mellan 1203 och 1333. Kejsare Go-Daigo utmanade Hojo-klanen 1331 och fick stöd av Yoshiakiras far Takauji. Efter att ha tagit makten från Kamakura-shogunatet 1333 påbörjade kejsaren ett återställande av den gamla kejsarmakten i något som kallas Kenmurestaurationen. Han återupprättade den civila regeringens gamla organ, men han saknade förmågan att kontrollera det feodala samhälle som vuxit fram och när han allierade sig med Ashikaga Takaujis fiende så vände sig denne emot honom och erövrade den kejserliga huvudstaden Kyoto 1336. 
Varken Takauji eller Yoshiakira kunde göra anspråk på lojaliteten från majoriteten av alla länsherrar på det sätt som Minamoto no Yoritomo kunnat. Deras kontroll över provinserna var mycket svag. Regimen byggde på en koalition av shogunen och ett antal shugo. Dessa gavs ansvar för sina respektive provinser och byggde upp egna hierarkier med kokujin (edsvurna vasaller). Shugo beskattade sina egna undersåtar. Det var först med Ashikaga Yoshimitsu som shogunatet kunde ta kontroll på allvar. De flesta byråkratiska funktioner från Kamakuraperioden fick leva kvar under Ashikaga-shogunatets första shoguner. En ny funktion som inrättades under Yoshiakiras styre (1362) var kanrei, som hade rollen som ett slags vice shogun och som hade de närmare kontakterna med shugo. Posten förbehölls tre familjer med släktband till Ashikaga: Shiba, Hosokawa och Hatakeyama.

## Shogun
Yoshiakiras tid vid makten kom att kännetecknas av politisk oreda och inbördeskrig. Strider om Kyoto utkämpades under flera år. 1362 gick regeringsstyrkor under ledning av Hosokawa Kiyouji och Kusunoki Masanori till attack och Yoshiakira tvingades fly. Han lyckades återta staden efter tjugo dagar.
1363 lyckas Yoshiakira övertala två mäktiga shugo, Ouchi och Yamana att ansluta sig till Ashikaga-shogunatet genom att garantera dem autonomi i sina respektive provinser.
1365 lyckades kejsar Go-Daigos son, prins Kaneyoshi (Kanenaga), ta kontroll över hela Kyushu, den sydligaste av Japans fyra stora öar.
1367 dog Yoshiakiras broder Ashikaga Motouji. Yoshiakira själv blev allvarligt sjuk och avgick till förmån för sin son, Ashikaga Yoshimitsu. Denne blev den tredje shogunen i Ashikaga-shogunatet 1368. Dessförinnan hann också Yoshiakira avlida.
Yoshiakira fick det postuma namnet Hōkyōin. Han begravdes vid buddhisttemplet Tōji-in i Kyoto, bredvid sin far.

## Perioderna i Yoshiakiras shogunat
Shogunernas regeringstid brukar indelas i perioder eller eror (nengō).  Under konflikten mellan det södra och norra hovet finns två olika periodindelningar.
Nanboku-chō södra hovet
- Shōhei (1346–1370)

Nanboku-chō norra hovet
- Enbun (1356–1361)
- Kōan  (1361–1362)
- Jōji  (1362–1368)